# Erica canescens
Erica canescens är en ljungväxtart som beskrevs av Wendl. Erica canescens ingår i släktet klockljungssläktet, och familjen ljungväxter. Utöver nominatformen finns också underarten E. c. micranthera.